# Colónia de Adem
A Colónia de Adem, (pronúncia em português: [ˈadɐ̃j] ou [ˈadẽj]), Áden, (pronúncia em português: [ˈadɛn]) ou Adém (pronúncia em português: [aˈdɐ̃j] ou aˈdẽj) — árabe: عدن ; AFI: [/ˈʕɑdæn/])  (em árabe: مستعمرة عدن; romaniz.: Mustaʿmarat ʿAdan) foi uma Colónia da Coroa Britânica entre 1937 e 1963 que consistia na cidade portuária de Adem e suas imediações. Antes de 1937, o território de 121 km² era governado pela Presidência de Bombaim da Índia Britânica, conhecido como o Assentamento de Adem. 
A 18 de Janeiro de 1963, tornou-se no "Estado do Adem" (Árabe: ولاية عدن Wilāyat ʿAdan) na nova Federação da Arábia do Sul. A Federação, por sua vez, tornou-se a República Popular Democrática do Iémen a 30 de Novembro de 1967. O interior da Colónia de Adem era conhecido como Protectorado de Adem.